# Warhammer 40,000: Dawn of War II – Retribution
Warhammer 40,000: Dawn of War II — Retribution (с англ. — «Боевой молот 40,000: Рассвет войны II — Возмездие») — второе дополнение к компьютерной игре Warhammer 40,000: Dawn of War II. Выпущено 4 марта 2011 года. Feral Interactive выпустил игру для macOS и Linux 29 сентября 2016 года. В России локализатором является компания «Бука».

## Разработка

Выбор расы для прохождения кампании

15 сентября 2010 года Relic анонсировало переход мультиплеера игры Retribution с сервиса Games for Windows Live на Steamworks. Из-за этого нельзя будет импортировать достижения и персонажей из предыдущих игр серии.
К октябрю 2010 года было объявлено о том, что орки и тираниды станут играбельными расами в одиночной кампании, а процесс постройки базы несколько изменится. Участие игровых рас подтверждалось появлением трейлеров, показывающих их нововведения и заинтересованность в событиях дополнения.
До конца 2010 года разработчики не объявляли какую игровую расу добавят. Существовали спекуляции о том, что это будет Имперская Гвардия и/или Инквизиция, так как обе фракции начинаются с буквы «I», показанной в игровом трейлере; к тому же, при добавлении игры в список желаемых на Steam, возникает картинка, изображающая инквизиторшу. 21 декабря 2010 года игровой журнал German PC подтвердил, что новой расой станет Имперская Гвардия, героями которой стали инквизитор, лорд-комиссар и лорд-генерал (в сюжетной кампании игроку доступен четвёртый герой Меррик, умения которого для сетевой игры были распределены между вышеуказанными классами). Остальные игровые расы получили новых юнитов (Космодесант — лендрейдер «Искупитель», Орки — боевой вагон, Тираниды — повелитель роя, Хаос — шумовые десантники, Эльдары — аутарх).
Бета-тестирование игры произошло в несколько этапов:
1. 31 января в ней приняли участие журналисты, разработчики и команда THQ;
2. 1 февраля к ним присоединились члены комьюнити Warhammer 40,000: Dawn of War II, зарегистрировавшиеся на сайте до 25 января и уже заказавшие игру пользователи;
3. 8 февраля — все пользователи, купившие через Steam игру Warhammer 40,000: Dawn of War II[6].

По окончании тестирования, намеченном на 24 февраля, разработчики планируют по итогам обратной связи с игроками выпустить патч, в который войдут все выявленные недочеты беты.
6 апреля для Dawn of War II — Retribution вышло DLC Dark Angels Pack, добавляющее в игру орден Тёмных Ангелов, сделанный по 4-й редакции кодекса.

## Одиночная кампания
В ней появилась возможность выбора расы. Всего будет 1 кампания, в которой игрок может выбирать любую из следующих сторон:
- Орки (Капитан Бладдфлагг и его Карсары).
- Эльдар (Аутарх Кайлет и Эльдар с искусственного мира Алайток).
- Тираниды (Повелитель Улья и Тираниды Левиафана).
- Космодесант (Аполлон Диомед и Орден Кровавых Воронов).
- Космодесант Хаоса (Элифас Наследник и Чёрный Легион).
- Имперская Гвардия (Лорд-Генерал Кастор и 8-й Кадианский полк).

### Сеттинг
Прошло десять лет после событий Warhammer 40,000: Dawn of War II — Chaos Rising. В подсекторе Аврелия продолжаются ожесточённые бои между Империумом и тиранидами, эльдарами, орками и Хаосом. За это время орден Кровавых Воронов потерял все свое былое могущество. На помощь им были высланы все свободные полки Кадианских штурмовых войск Имперской Гвардии, но вскоре гвардейцы стали добычей Альфа-Легиона, который также положил глаз на подсектор. Они обезумели и направили оружие на своих верных Императору однополчан и на самих Кровавых Воронов.
- Магистр Кровавых Воронов Азария Кирас, впавший в ересь, объявил героев Аврелианского Крестового Похода предателями и отступниками. Габриэль Ангелос, капитан 3-й роты, поклялся остановить еретика. Для этого он нашёл себе союзника — Аполлона Диомеда, который ранее возглавлял личную гвардию Кираса.
- В тёмных джунглях планеты Тифон появился Повелитель Улья — аватар Разума Улья. Он начал свой поход, желая восстановить связь с флотом-ульем Левиафан и поглотить непокорный подсектор.
- Элифас Наследник получил благословение Абаддона Разорителя на уничтожение Азарии Кираса и всех Кровавых Воронов во имя Тёмных Богов. Он должен выполнить это задание, иначе его душа достанется Абаддону.
- Азария Кирас провозгласил подсектор Аврелия утерянным и запросил у Ордо Маллеус Экстерминатус всех планет. Для того, чтобы предотвратить гибель миллиардов невиновных, Габриэль Ангелос попросил свою старую знакомую из Ордо Еретикус — Леди-Инквизитора Адрастию провести расследование и подтвердить, что Кирас предал Императора и тем самым отменить его приказ на уничтожение подсектора.
- Узнав о том, что планеты подсектора могут быть уничтожены, Эльдары с Искусственных Миров Биэль-Тан и Алайток решили всеми силами удерживать в Варпе прибывающие Черные Корабли Инквизиции и в это время спасти камни душ с разрушенного мира-корабля, который покоится под поверхностью Тифона.
- Орки «Карсары» под руководством Капитана Бладфлага решили ограбить полуразрушенную столицу подсектора — Меридиан, но потерпели крушение на планете Тифон.

Череда всех этих событий была запущена в результате действий Габриэля Ангелоса, когда он уничтожил камень Маледиктум, артефакт Хаоса с заключённой в нём эссенцией Высшего Демона Кхорна, одним единственным ударом своего Молота Демоноборца, Божественного Расщепителя.

### Сюжет
Герой игрока прибывает на Тифон Примарис, где сражается с противоборствующей фракцией и побеждает её лидера (Космодесант против Хаоса, эльдары против орков, Имперская гвардия против тиранидов). Он узнаёт о том, что Святая Имперская Инквизиция считает сектор утерянным и направляет флот Ордо Маллеус для выполнения Экстерминатуса на всех его обитаемых мирах. Позднее лидеру фракции ставится задача ликвидировать Азарию Кираса, который через предстоящий Экстерминатус хочет принести души миллиардов в жертву Кхорну и стать демон-принцем. При этом каждая из сторон имеет собственную мотивацию: Империум в лице Космодесанта и Имперской Гвардии, и Эльдары борются с Хаосом, своим главным врагом, попутно конфликтуя друг с другом; воинственные орки просто хотят хорошо подраться и одолеть самых сильных врагов, каких только могут найти; тираниды желают захватить сектор и призвать новые ульи своего флота для поглощения биомассы; Космодесантники Хаоса соперничают с Кирасом за внимание Кхорна и стремятся превзойти его в пользу Кровавого Бога. Игрок начинает поиски транспорта, попутно борясь с местным культом союзников Кираса.
Прибыв на Калдерис, главный герой борется с совращенными Хаосом космодесантниками Кровавых Воронов, которым поручено зачистить планету. После разрушения варп-портала на Аврелии поступает информация об атаке на Меридиан, где фракция уничтожает предателя в среде Имперской Гвардии и узнаёт о пребывании мятежного магистра на Тифоне. Там игрок попадает в засаду эльдаров с искусственного мира Биэль-Тан, проводящих некий ритуал. Расправившись с ними герой узнаёт от Кираса, что те препятствовали прибытию Чёрных Кораблей Инквизиции в подсектор. После этого прибывает флот Инквизиции и начинается Экстерминатус Тифона, от которого герою и его команде удается чудом спастись.
Оказавшись на борту космического скитальца «Суд Воронов» персонаж игрока восстанавливает силы и решает остановить магистра-ренегата, который скрывается на Кирене (десять лет назад уже подвергшейся Экстерминатусу, из-за чего уже не интересной Инквизиции). На планете герой игрока атакует совместные силы космодесантников Хаоса и отрядов предателей из Имперской Гвардии и ордена Кровавых Воронов. Кирас начинает свое превращение в демон-принца, после чего на него нападает Габриэль Ангелос. Противоборство оканчивается тяжёлыми увечьями для Габриэля, но фракция игрока уже сама с успехом одолевает еретика.

### Концовки
Конец игры зависит от выбранной игроком расы, однако в любом случае Азария Кирас погибает. Канонической концовкой является победа Космического Десанта и Эльдаров (частично): в Warhammer 40,000: Space Marine космодесантники Кровавых Воронов упоминают о своей победе, в Warhammer 40,000: Dawn of War III Габриэль Ангелос является магистром ордена, Иона Орион — главным библиарием, Аполлон Диомед — капелланом, а Ронан смог добыть камень души.
- Космодесант Хаоса: Инквизитор Адрастия докладывает Инквизиции, что весь подсектор был уничтожен, однако возникла новая угроза — Элифас Наследник стал Демон-Принцем.
- Эльдары: Рейнджер Ронан получает камень души своей сестры, Видящей Тальдиры, погибшей на Кронусе. Аутарх Кайлет спрашивает его, что он намерен делать дальше, на что Ронан говорит о планах вернуть камень души Тальдиры назад в искусственный мир Ультве.
- Имперская Гвардия: Инквизитор Адрастия возвращается в Инквизицию с психическим капюшоном Кираса как доказательством того, что угроза ликвидирована и можно прекратить Экстерминатус. Командир Имперской гвардии Лорд-Генерал Кастор и сержант Меррик хвалят друг друга за действия в этой войне в непростой манере.
- Орки: Капитан Бладфлаг настигает инквизитора Адрастию, отбрасывает её ударом и забирает её шляпу, которую хотел получить по их договору, после чего со своими парнями присваивает себе космический скиталец «Суд Воронов» в качестве своего нового крейсера и покидает подсектор навстречу новым завоеваниям.
- Космический Десант: Капитан Диомед связывается с инквизитором Адрастией, чтобы прекратить Экстерминатус, поскольку Кирас мертв и сектору больше не угрожает развращение Хаоса, после чего находит изувеченное тело Габриэля. Некоторое время спустя Диомед передает бразды правления орденом Габриэлю Ангелосу, чьё тело было восстановлено с помощью аугметики.
- Тираниды: Весь подсектор был поглощен, а большая часть сил Имперской Гвардии и весь орден Кровавых Воронов, отказавшийся отступать, были уничтожены.

## Реакция критики
| Сводный рейтинг       | Сводный рейтинг |
| Агрегатор             | Оценка          |
| --------------------- | --------------- |
| GameRankings          | 82,24 %         |
| Metacritic            | 82 %            |
| Иноязычные издания    |                 |
| Издание               | Оценка          |
| Eurogamer             | 8/10            |
| GameSpot              | 8,5/10          |
| IGN                   | 8,5/10          |
| PC Gamer (US)         | 88 %            |
| Русскоязычные издания |                 |
| Издание               | Оценка          |
| PlayGround.ru         | 8,0/10          |
| «Игромания»           | 8/10            |

Игра получила в целом положительные отзывы. Средний балл на GameRankings и Metacritic — 82,24 % и 82/100 соответственно.